# Institut de Ciències Socials, Econòmiques i Polítiques
L'Institut de Ciències Socials, Econòmiques i Polítiques (en francès Institut des sciences sociales, économiques et politiques o ISSEP) és una escola privada d'ensenyament superior amb objectiu lucratiu i que es fundà l'any 2018 a Lió per formar nous lideratges polítics.
Cofundat per Marion Maréchal, que n’és la directora general, dispensa a la vegada un ensenyament de lideratge tipus escola de comerç, de ciències polítiques i de cultura general.

## Història

### Gènesi
Marion Maréchal fundà l'escola amb Thibaut Monnier, conseller regional Reagrupament Nacional d'Alvèrnia-Roine-Alps i secretari departamental del partit al Isère, i amb el suport operatiu d'Agnès Marion, membre del consell nacional del RN i antiga candidata a l'ajuntament de Lió, via la seva impremta Sant-Joseph. Thibaut Monnier afirmà haver tingut «la idea de començar una escola a Lió» abans que el projecte no es desenvolupés en el seu entorn. L'associació es registrà el 30 d'octubre de 2017 — els estatuts sent dipositats per Thibaut Monnier, Sylvain Rosselló i Amaury Navarranne — i fou domiciliada a Saint Étienne, a continuació el lloc web d'ISSEP seria creat el 13 de novembre d'aquell any. Thibaut Monnier proposà a Marion Maréchal d'associar-se al projecte al desembre 2017; i ella hi acabaria entrant el gener 2018. Segons El Figaro, la iniciativa beneficiaria les xarxes de suport de molts consellers regionals del Front Nacional.
L'institut seria concebut perquè la seva «la família política de pensament investigués i avancés en el camp de la metapolítica» per tal de conquerir el poder, Volent «ambicionar de formar els futurs dirigents de la "verdadera dreta"», i «participar en la batalla ideològica» tal com es deixà per escrit a El Obs en el moment de la seva obertura. Segons la seva directora, es tractaria d'«una escola conservadora» que assumiria «el desig de formar una nova elit patriòtica, i amb ambició de constituir una «escola conservadora de Ciències pro dretanes». Marion Maréchal reivindicaria Émile Boutmy i el seu desig al segle xix de «la idea de Marion de professionalitzar els simpatitzants polítics o funcionaris de les associacions en els quals es podrà confiar el dret de la dreta si pren el poder» i respondre a la «fallida moral» de la classe política. L'antic eurodiputat del Front Nacionai i a continuació MNR Jean-Yves El Gallou precisà que «la ide de Marion era de professionalitzar els simpatitzants o responsables d'associacions sobre els quals la dreta pordia apoiar-se si prengués el poder», i una manera de «fer política d'una altra manera» segons Paul-Marie Coûteaux. Per a Lió Capital, el seu objectiu és de «formar directors de gabinet, però també els caps pensants del FN de demà».
El novembre de 2018, una quarantena d'empreses lioneses donaren suport a l'ISSEP.

### Estatut i organització
L'ISSEP se situa en un establiment 360 m2 és situat al barri de la Confluence a Lió.
El seu president honorari és Patrick Libbrecht, antic director general de la societat agroalimentària Materne[12]. Segons els estatuts de 2019, el despatx d'ISSEP és presidit per la monàrquica Sylvain Rosselló, d'altra banda responsable de la societat lionesa Janus Internacional que gestiona la comunicació de Marion Maréchal, segons l'historiador Grégoire Kauffmann. Pierre Meurin, expresident del Moviment per França, ocupa la plaça de secretaria; i Christophe Bentz, delegat general del Partit Cristianodemòcrata.
Fundat com a estructura d'associació sense ànim de lucre, el projecte es va finançar inicialment amb donacions secretes i va proporcionar un retorn a l'equilibri financer al cap d'uns anys. El seu interès estaria basat en l'entorn de Marion Maréchal. I el model de professorat seria el d'ensenyament privat fora de contracte (en francès privée hors contrat).
La primera edició de cursos tingué lloc l'octubre de 2018. Aproximadament 80 estudiants hi seguiren cursos, dels quals una quinzena en magisteri. La primera promoció fou posada sota el patrocini de Georges Loustaunau-Lacau, del qual prengué el nom.
El reconeixement acadèmic com establiment d'ensenyament superior privat no seria concedit fins al 4 de gener de 2019 pel rectorat de Lió, diversos mesos després de l'obertura, a causa d'un dossier inicial incomplet. Aquesta falta de reconeixement acadèmic frenà el nombre d'inscripcions, i la formació no es beneficià de cap reconeixement per l'Estat francès.

## Ensenyament i finançament
L'ISSEP ofereix un curs de formació de dos anys, el magister "Ciències Polítiques i Gestió de Projectes", obert als estudiants havent validat un diploma de nivell Bac+3 o Bac+4, després d'una selecció sobre dossier i un examen. La meitat de l'ensenyament es dedica a «gestió de persones i projectes» (gestió, comunicació, estratègia) i la meitat a humanitats (ciències polítiques i socials, història, dret, filosofia, etc.). Les taxes de matrícula ascendeixen a 5.500 euros, per unes 500 hores de lliçons (xifra que, però, s'ha reduït després).
Proposa igualment un programa de formació contínua en deu caps de setmana, obert a tothom per a una mica menys de 2000 euros.
El 26 de març de 2019, l'escola fou el blanc d'un atac reivindicat per «el grup antifeixista Lió i voltants», que atacà la seva vitrina.
La 5a promoció de formació continua rebria el nom de Joan III Sobieski.
L'any 2021, tres anys després de l'obertura, Mediapart indica que l'escola «estava lluitant per sobreviure», i que l'estratègia consistent a participar en els debats que se succeïen la universitat francesa era un fracàs.
Mentre que l'escola prometia més de 400 hores d'ensenyament i un equip d'una vintena de professores, el seu dossier no contenia més que 90 hores de cursos i informacions lacunaires sobre a penes sis professors. A més, el «diploma» de l'ISSEP no tenia sempre cap valor a l'ensenyament superior i no oferia cap equivalència, i cap universitat europea no acceptà el patrocini en el seu ensenyament.
En total, l'escola ha arribat a formar en tres anys 230 estudiants, la majoria en formació continua.
Els 35 estudiants de la promoció 2021 sigueren tots dels candidats de Reagrupament Nacional de Marion Maréchal o dels militants de grupuscles identitairis com Generació Identitària, moviment dissolt per la justícia el mateix any.

## Personalitats lligades a l'escola i intervinents
A l'organigrama del «consell científic» figuren una quarantena de figures més aviat conservadores, de les quals l'assagista Jacques de Guillebon (copresident), el polític i ensenyant Patrick Louis (copresident), el geopolític Pascal Gauchon, l'escriptor Yves-Marie Adeline fundador de l'Aliança reial, el filòsof Thibaud Collin o l'encara el professor de dret Guillaume Drago. Aquest organigrama és sobretot alimentat per les xarxes de contactes de Charles Millon. I compta igualment amb personalitats estrangeres com el professor americà Paul Gottfried i el britànic Raheem Kassam, conseller de Nigel Farage. L'empresari Charles Beigbeder ha ajudat a trobar mecenes sense ell mateix participar en el finançament. L'any 2020, entre els ensenyants, figuraven sobretot l'historiador Jean Étèvenaux, els historiadors del dret Jean-Luc Coronel de Boissezon i Philippe Pichot-Bravard, el periodista Frédéric Pons o fins i tot alts oficials de l'exèrcit com el general Bertrand de la Chesnais.
La ISSEP acull igualment ponents, i els primers convidats serien Laurent Obertone, Ivan Rioufol del Figaro, Éric Zemmour i François Bousquet, però també l'empresari Laurent Alexandre.
Victoria Pourcher, antiga membre de RN i antiga consellera del 8è districte de Lió, és directora administrativa de l'institut.
Marion Maréchal digué que esperava que la seva escola fos «el terreny on tots els corrents de la dreta poguessin trobar-se i prosperar .» Segons l'AFP, l'institut obriria així les seves portes a «tots els corrents de l'extrema dreta» alhora que crearia «ponts amb una dreta més tradicional» i «el conservadorisme sobre els costums apareixeria com un tret d'unió, en particular a través de la lluita dirigida per gairebé totes les parts interessades contra l'obertura del matrimoni a parelles del mateix sexe».
L'historiador rus Oleg Sokolov, especialista de Napoleó Bonaparte a la Universitat Estatal de Sant Petersburg, formà part del consell científic de l'ISSEP fins al novembre 2019. Fou destituït després de confessar l'assassinat i el desmembrament de la seva parella en el context del cas Anastasia Iechtchenko.

## Presència a l'estranger i cooperacions
L'octubre de 2020, l'ISSEP obrí a Madrid, on uns quants estudiants s'inscrigueren. Aquesta presència a l'Estat espanyol compartiria el mateix programa pedagògic, però essent autònom el seu funcionament i el seu reclutament. Segons Médiacités, a l'ISSEP espanyol s'hi apuntaren bàsicament quadres executius de VOX. I entre els intervinents a les classes hi constaria Jaime Mayor Oreja, ministre de l'Interior del Govern espanyol de 1996 a 2001, així com Miguel Ángel Quintana Paz de director acadèmic, i de professors Julio Ariza Irigoyen (empresari i director del canal Intereconomía), Luis del Rivero Asensio (empresari i expresident de la constructora Sacyr Vallehermoso), i Kiko Méndez-Monasterio (assessor de confiança de Santiago Abascal).
L'ISSEP anuncià igualment una cooperació amb la universitat d'Estat de Sant-Pétersbourg i la Universitat Sant-Esperit de Kaslik al Líban.